# هاينريش ماير (كاتب)
هاينريش ماير (بالألمانية: Heinrich Meyer) (و. 1904 – 1977 م) هو مؤرخ أدبي، ومؤلِّف، وأستاذ جامعي، وكاتب، من ألمانيا، ولد في نورمبرغ، توفي في بيلينغام، واشنطن، عن عمر يناهز 73 عاماً.

## مناصب وهيئات
أدار جامعة رايس.

## جوائز
حصل على جوائز منها:
- وسام استحقاق جمهورية ألمانيا الاتحادية.